# كولجيت راندهاوا
كولجيت راندهاوا (بالإنجليزية: Kuljeet Randhawa)‏، (يناير 1976 – 8 فبراير 2006)، عارضة أزياء وممثلة هندية. كانت معروفة بتصويرها لشخصيات جريئة وقوية تركز على النساء. اشتهرت بعملها في المسلسل التلفزيوني (C.A.T.S)، «سبيشل سكواد» و " Kohinoor"

## مسيرتها وحياتها

### ولادتها
ولدت كولجيت في 29 يناير 1976 في رانيغانج، أسانسول، ولاية البنغال الغربية خدم والدها في الشرطة الهندية، مما جعل كولجيت تتمكن من السفر عبر الهند بما في ذلك باتيالا والبنجاب حيث كان والدها يخدم حتى وقت انتحارها،  بدأت مهنتها كعارضة ازياء وشمل عملها العديد من الإعلانات وعروض للمصممين عالميين رئيسيين، حصلت على مرتبة الشرف في علم النفس من جامعة دلهي

### مسيرتها الفنية
بدأت كولجيت مسيرتها في بطولة في مسلسل «هيب هيب هيري» لتحل محل الممثلة شويتا سالفي كـ «بريشتا».  كان أدائها تلقى تعليقات إيجايبية لكنها أصبحت رائجة عندما اختيارها في الدور الرئيسي لمسلسل C.A.T.S.  حيث حلت مرة أخرى محل الممثلة كارميندر كور، أصبح المسلسل لاحقًا من بطولة نفيسة جوزيف وماليني شارما لكن لم يتلقى المسلسل نجاح كبير وتلقى مشاهدات قليلة، كولجيت تلقت تقدير كبير في دورها للمسلسل، بعد نهاية المسلسل، استمرت كولجيت في الظهور في العديد من البرامج التليفزيونية وعروض ازياء.
تلقت كولجيت نجاحًا كبيرًا كعارضة ازياء ولكن كان صعبة تمامًا عندما يتعلق الأمر باختيارها للادوار التمثيلية، بعد مسلسل C.A.T.S، لم تشارك في إي مسلسلات أو أعمال لفترة طويلة، بعد فترة طويلة عادت إلى دور قيادي في مسلسل «سيبشل سكواد» لم تكن كولجيت راضية وسعيدة عن السينما الهندية الذي يتم تصويرها على التلفزيون الهندي حيث كانت معظم الممثلات الاناث يبكون، كانت تختار كولجين دائمًا أدوارًا جريئة وقوية تقوم بها النساء وهذا هو السبب في اعتيادها على الظهور في أدوار الإثارة، لعبت كولجيت دور شرطية / محققة في أكثر من خمسة مسلسلات أو أفلام تلفزيونية وهو رقم قياسي لأي ممثلة تليفزيونية هندية حيث ان كولجيت نجحت في جميع الخمس الادوار وهو شيء لايمكن لإي ممثلة أن تظهر بخمس ادوار وبنجاح.
حصل أدائها في مسلسل «سبيشل سكواد» على تعليقات إيجابية، ولكن قررت قناة star one باختيار الممثلة غاوري برادهان تيجواني لتنضم للمسلسل، بعد ست حلقات، تركت كولجيت المسلسل لأسباب شخصية، لكن أشير إلى أن كولجيت تركت المسلسل بسبب غاوري التي رفضت المسلسل ثم عادت لتحل مكان كولجيت.
مباشرة بعد استقالتها من مسلسل «سبيشل سكواد»، تم اختيار كولجيت لتعب دور «إيراواتي كوهلي» في مسلسل "Kohinoor" في مقابلة حصرية، كشفت كولجيت عن تفاصيل حول المسلسل، استقبل الجمهور الموسم الأول من مسلسل Kohinoor بشكل جيد وتلقى اراء إيجابية وكان المنتجون يخططون لموسم آخر للمسلسل ولكن تم إلغاء الموسم الآخر بعد انتحار كولجيت في عام 2006.
لدى كولجيت أدوار في «سبيشل سكواد» و«هيب هيب هيري». كان من المفترض أن تظهر في فيلم بعنوان "By Chance" لكن الفيلم لم يُعرض إطلاقًا.

## الوفاة
في 8 فبراير 2006، شنقت كولجيت نفسها في شقتها في جوهو، وهي بلدة في ولاية ماهاراشترا الغربية، وتركت مذكرة الانتحار، ذكرت كولجيت في مذكرة انتحارها بأنها انهت حياتها لأنها لم تكن قادرة على مواجهة ضغوط الحياة، قبل وقت قصير على وفاتها أكملت تصوير فيلم By chance". توفيت كولجيت عن عمر يناهز الثلاثين.

## وصلات خارجية
- كولجيت راندهاوا على موقع IMDb (الإنجليزية)
- كولجيت راندهاوا على موقع فايند أغريف